# Edinburgh-Syndrom
Das Edinburgh-Syndrom oder Edinburgh-Fehlbildungssyndrom ist eine sehr seltene angeborene Erkrankung mit den Hauptmerkmalen Gesichtsdysmorphie, Geistige Behinderung, Versterben in den ersten Lebensmonaten.
Die Bezeichnung bezieht sich auf die Stadt Edinburgh, aus der die beobachtete Familie stammte, die Erst- und bislang einzige Beschreibung erfolgte im Jahre 1974 durch Alexander Habel.

## Verbreitung
Die Häufigkeit wird mit unter 1 zu 1.000.000 angegeben, der Vererbungsmodus ist nicht bekannt.

## Ursache
Der Erkrankung liegen eine Trisomie auf Chromosom 1 Genort q43.3-qter und eine Monosomie auf Chromosom 2 an q27.1-qter zugrunde.

## Klinische Erscheinungen
Klinische Kriterien sind:
- Gesichtsauffälligkeiten wie Karpfenmund und behaarte Stirn
- Hydrocephalus
- verzögerte motorische und geistige Entwicklung
- Gedeihstörung

Hinzu können Hyperbilirubinämie und akzelerierte Skelettreife kommen.

## Differentialdiagnose
Abzugrenzen ist das Cornelia-de-Lange-Syndrom.